# نادي العين (العراق)
نادي العين الرياضي هو فريق كرة قدم عراقي مقره بغداد، يلعب في الدوري العراقي الدرجة الثالثة.

## روابط خارجية
أندية العراق - تواريخ التأسيس